# 川野将一
川野 将一（かわの まさかず、1971年10月11日 - ）は、放送作家、脚本家。
コント・クイズ・バラエティー・ドキュメンタリー・ドラマなど、テレビを中心とした様々なメディアの企画・構成・脚本を手がける。
“テレビの放送作家でラジオのヘビーリスナー”として、著書に『ラジオブロス』（イースト・プレス）、『ラジオの残響 ヘビーリスナー聴く語り記』（双葉社）、『日本懐かしラジオ大全』（辰巳出版）などがある。
2024年10月に建築ロボット小説『ロボビルド 戦塔物語』（つむぎ書房）を出版。

## 主なテレビ番組
- テクノマエストロ
- 自分クイズ
- マジカル頭脳パワー!!
- ダウンタウンのごっつええ感じ
- 笑う犬の生活
- 笑う犬の冒険
- 平成日本のよふけ
- 世界ゴッタ煮偉人伝
- 三宅裕司のワークパラダイス
- FNS27時間テレビ
- 松本紳助
- アッコとマチャミのテレビ
- 爆笑問題の平均王決定戦
- 東京ZOO
- ウラ関根TV
- 大改造!!劇的ビフォーアフター
- 脳内エステ IQサプリ
- 幸せって何だっけ 〜カズカズの宝話〜
- エデン
- 日本偉人大賞
- ホレゆけ!スタア☆大作戦 ～まりもみ危機一髪!～
- 脳天イライラクイズ
- ガリレオ物理学研究室特別講義 スプーン曲げ
- あの日に帰りたい
- テスト・ザ・ネイション
- MANNINGEN
- ハマる!動画ネタ天国
- 近未来×予測テレビ ジキル&ハイド
- ネオコラ!東京環境会議
- B.C.ビューティー・コロシアム
- ラボ☆マイスター
- イケ麺そば屋探偵〜いいんだぜ!〜
- ウソホンティ
- 迷える子羊ちゃん
- 女優力
- 1924
- TKOの黒船☆ジャパン
- 激変!ミラクルチェンジ
- クレイジーラッツ
- THE ドラマカンファレンス
- 推理の館
- 世にも奇妙な物語
- パーフェクトアーチ
- スクラップ!全国B級ニュースファイル
- 世界謎学アカデミー ワンダー☆クエスト
- 勝・新（KATSUARA）
- WOWOW 春の無料放送『満開！ニッポンの型破り！』
- テレビで基礎英語
- 東京号泣教室 〜ROAD TO 2020〜
- 日本語探Qバラエティ クイズ!それマジ!?ニッポン
- 林先生の痛快!生きざま大辞典
- 999人美女
- チャンネル生回転TV Newsザップ!
- 世界ベスト・オブ・映像ショー 頂上リサーチ
- 声優男子ですが…?
- キンパチ
- 世界の村で発見!こんなところに日本人
- かもしれない女優たち
- 人生で大事なことは○○から学んだ
- 熱響の時　オールナイトニッポン50年の系譜
- ダーレモシラナイ〜爆笑!日本の新知識

## DVD/サイト/ポッドキャスト他
- HITOSI MATUMOTO VISUALBUM
- 第2日本テレビ 松本人志商店　Zassa
- 虫のシェークスピア　ロミオとジュリエット
- BeeTV
- NOTTV
- いとうせいこう×倉本美津留 ワラボ

## 出演歴
- ゴッドタン「芸人ラジオサミット」解説員
- よんぱち 48hours 〜WEEKEND MEISTER〜
- 土屋礼央 レオなるど
- 熱響の時　オールナイトニッポン50年の系譜
- BEAMS TOKYO CULTURE STORY
- 空想メディア

## 著作
- ラジオの残響 ヘビーリスナー聴く語り記 （2021年6月16日出版 水道橋博士のメルマ旬報 連載 Listen.60〜103までを加筆）
- ラジオブロス （2016年11月17日出版 水道橋博士のメルマ旬報 連載 Listen.59までを加筆）
- ラヂオブロス （2004年出版 TV Bros. 連載を加筆）
- 日本懐かしラジオ大全 （2021年9月29日出版 昭和のラジオを振り返った書き下ろし）
- テレビ検定　平成特選100番組
- テレビ60年 in TVガイド
- ロボビルド 戦塔物語（2024年10月23日出版）

## 連載歴
- 宝島
- TV Bros.
- スポルティーバ
- スカパー!TVガイド
- マンスリーよしもとPLUS
- 僕らのオールナイトニッポン
- 水道橋博士のメルマ旬報

　　　「ラジオブロス」（古今東西のラジオ番組をテーマにしたロングエッセー）
　　　　2013年11月25日発行　vol.26　Listen.1  『久米宏 ラジオなんですけど』
　　　　2013年12月10日発行　vol.27　Listen.2  『中島みゆきのオールナイトニッポン 月イチ』
　　　　2013年12月25日発行　vol.28　Listen.3  『山下達郎のサンデーソングブック』
　　　　2014年 1月10日発行　vol.29　Listen.4  『鈴木敏夫のジブリ汗まみれ』
　　　　2014年 1月25日発行　vol.30　Listen.5  『大瀧詠一「ゴー！ゴー！ナイアガラ」』
　　　　2014年 2月10日発行　vol.31　Listen.6  『メルマFes特別編
　　　　　　　　　　　　　　　　　　　　　　　　「誰も知らないオールナイトニッポン」』
　　　　2014年 2月25日発行　vol.32　Listen.7  『今日は一日○○三昧』
　　　　2014年 3月10日発行　vol.33　Listen.8  『ナインティナインのオールナイトニッポン』
　　　　2014年 3月25日発行　vol.34　Listen.9  『ラジオドラマ「想像ラジオ」』
　　　　2014年 4月10日発行　vol.35　Listen.10 『パック・イン・ミュージック』
　　　　2014年 4月25日発行　vol.36　Listen.11 『三谷幸喜・清水ミチコ「MAKING SENSE」』
　　　　2014年 5月10日発行　vol.37　Listen.12 『笑福亭鶴瓶 日曜日のそれ』 『ヤングタウン日曜日』
　　　　2014年 5月25日発行　vol.38　Listen.13 『久保ミツロウ・能町みね子のオールナイトニッポン』
　　　　2014年 6月10日発行　vol.39　Listen.14 『ロケットマンショー』
　　　　2014年 6月25日発行　vol.40　Listen.15 『AKB48のオールナイトニッポン』
　　　　2014年 7月10日発行　vol.41　Listen.16 『スネークマンショー』
　　　　2014年 7月25日発行　vol.42　Listen.17 『大竹しのぶのオールナイトニッポンGOLD』
　　　　　　　　　　　　　　　　　　　　　　　　『大竹しのぶ ねちゃダメだよ、zzz』
　　　　2014年 8月10日発行　vol.43　Listen.18 『電気グルーヴのオールナイトニッポン』
　　　　2014年 8月25日発行　vol.44　Listen.19 『GOLDEN 4 EGGS ～神田沙也加 GIRL'S TALK～』
　　　　2014年 9月10日発行　vol.45　Listen.20 『小栗旬のオールナイトニッポン』
　　　　2014年 9月25日発行　vol.46　Listen.21 『オードリーのオールナイトニッポン』
　　　　2014年 10月10日発行　vol.47　Listen.22 『THE ALFEE 終わらない夢』
　　　　2014年 10月25日発行　vol.48　Listen.23 『hideのオールナイトニッポンR』
　　　　2014年 11月10日発行　vol.49　Listen.24 『松任谷由実 サウンドアドベンチャー』
　　　　2014年 11月25日発行　vol.50　Listen.25 『みのもんたのウィークエンドをつかまえろ』
　　　　2014年 12月10日発行　vol.51　Listen.26 『友近のサタデーミュージックボックス』
　　　　2014年 12月25日発行　vol.52　Listen.27　宇多田ヒカル『KUMA POWER HOUR』
　　　　2015年 1月10日発行　vol.53　Listen.28『aikoのオールナイトニッポン.com』
　　　　2015年 1月25日発行　vol.54　Listen.29『小島慶子 キラ☆キラ』
　　　　2015年 2月10日発行　vol.55　Listen.30『桑田佳祐のやさしい夜遊び』
　　　　2015年 2月25日発行　vol.56　Listen.31『極楽とんぼの吠え魂』
　　　　2015年 3月10日発行　vol.57　Listen.32『女川地域情報ラジオ おながわ☆なう』
　　　　2015年 3月25日発行　vol.58　Listen.33『BiSのビッスン?』
　　　　2015年 4月10日発行　vol.59　Listen.34 ボブ・ディラン『Theme Time Radio Hour』
　　　　2015年 4月25日発行　vol.60　Listen.35
　　　　　　　　　　　　　　　　　『福山雅治のオールナイトニッポンサタデースペシャル 魂のラジオ』
　　　　2015年 5月10日発行　vol.61　Listen.36『ビートルズから始まる。』『THE BEATLES 10』
　　　　2015年 5月25日発行　vol.62　Listen.37『髭男爵 山田ルイ53世のルネッサンスラジオ』
　　　　2015年 6月10日発行　vol.63　Listen.38『ピース又吉の活字の世界』
　　　　2015年 6月25日発行　vol.64　Listen.39『ドリアン助川の正義のラジオ！ジャンベルジャン！』
　　　　2015年 7月10日発行　vol.65　Listen.40『浅田真央のにっぽんスマイル』
　　　　2015年 7月25日発行　vol.66　Listen.41『能年玲奈のGIRLS LOCKS!』
　　　　2015年 8月10日発行　vol.67　Listen.42『さだまさしのセイ！ヤング』
　　　　2015年 8月25日発行　vol.68　Listen.43『玉音放送』
　　　　2015年 9月10日発行　vol.69　Listen.44『長渕LOCKS!』
　　　　2015年 9月25日発行　vol.70　Listen.45『とんねるずのオールナイトニッポン』
　　　　2015年10月11日発行　vol.71　Listen.46『NISSAN あ、安部礼司～BEYOND THE AVERAGE～』
　　　　2015年10月25日発行　vol.72　Listen.47『大槻ケンヂのオールナイトニッポン』
　　　　2015年11月10日発行　vol.73　Listen.48『ナインティナイン岡村隆史のオールナイトニッポン』
　　　　2015年11月25日発行　vol.74　Listen.49『欽ちゃんのドンといってみよう！』
　　　　2015年12月10日発行　vol.75　Listen.50『尾崎豊「誰かのクラクション」』
　　　　2015年12月25日発行　vol.76　Listen.51　特別編「連載50回 振り返り＆更新ガイドブック①」
　　　　2016年1月10日発行　vol.77　Listen.52　特別編「連載50回 振り返り＆更新ガイドブック②」
　　　　2016年1月25日発行　vol.78　Listen.53　特別編「連載50回 振り返り＆更新ガイドブック③」
　　　　2016年2月10日発行　vol.79　Listen.54　特別編「連載50回 振り返り＆更新ガイドブック④」
　　　　2016年2月25日発行　vol.80　Listen.55　特別編「連載50回 振り返り＆更新ガイドブック⑤」
　　　　2016年3月10日発行　vol.81　Listen.56『星野源のRADIPEDIA』
　　　　2016年3月25日発行　vol.82　Listen.57『村上隆のエフエム芸術道場』
　　　　2016年4月10日発行　vol.83　Listen.58『岡田有希子の夜遊びしナイト！』
　　　　2016年4月25日発行　vol.84　Listen.59『あなたがいるから、矢口真里』
　　　　2016年5月10日発行　vol.85　Listen.60
　　　　　　　　　　　　　　　　　　　『ウーマンラッシュアワーのオールナイトニッポンO(ZERO)』
　　　　　　　　　　　　　　　　　　　『ウーマンラッシュアワー村本大輔のオールナイトニッポン』
　　　　2016年5月25日発行　vol.86　Listen.61
　　　　　　　　　　　 ピーター・バラカン『バラカン・ビート』
『ウィークエンド・サンシャイン』
　　　　2016年6月10日発行　vol.87　Listen.62『新垣隆の音楽室』
　　　　2016年6月25日発行　vol.88　Listen.63『くりぃむしちゅーのオールナイトニッポン』
　　　　2016年7月10日発行　vol.89　Listen.64　永六輔『六輔七転八倒九十分』
　　　　2016年8月10日発行　vol.92　Listen.65『コサキンDEワァオ！』
　　　　2016年9月10日発行　vol.95　Listen.66『春風亭昇太のラジオビバリー昼ズ』
　　　　2016年10月10日発行　vol.98　Listen.67 単行本『ラジオブロス』特集号①
　　　　2016年11月10日発行　vol.101　Listen.68 単行本『ラジオブロス』特集号②
　　　　2016年12月10日発行　vol.104　Listen.69 単行本『ラジオブロス』特集号③
　　　　2017年1月10日発行　vol.107　Listen.70 「SMAP」
　　　　2017年2月10日発行　vol.110　Listen.71 『笑福亭鶴光のオールナイトニッポン』
　　　　2017年3月10日発行　vol.113　Listen.72 『清水富美加 みなぎるPM』
　　　　2017年４月10日発行　vol.116　Listen.73 『菅田将暉のオールナイトニッポン』
　　　　2017年５月10日発行　vol.119　Listen.74 「渋谷のラジオ」
　　　　2017年６月10日発行　vol.122　Listen.75 『小泉今日子のオールナイトニッポン』
　　　　2017年７月10日発行　vol.125　Listen.76 『アルコ＆ピースのオールナイトニッポン』シリーズ
　　  　2017年８月10日発行　vol.128  Listen.77 『Berryz工房 嗣永桃子のぷりぷりプリンセス』
　　　　2017年９月10日発行　vol.131  Listen.78『ハイ！ＳＰＥＥＤで行こう！』
　　　　2017年10月10日発行　vol.134  Listen.79『ユニコーンのオールナイトニッポン』
　　　　2017年1１月10日発行　vol.137  Listen.80『倉本聰 富良野からの風を』
　　　　2017年1２月10日発行　vol.140  Listen.81『斉藤由貴「オールナイトニッポンMUSIC10」』
　　　　2018年１月10日発行　vol.143  Listen.82『ウッチャンナンチャンのオールナイトニッポン』
　　　　2018年２月10日発行　vol.146  Listen.83　松岡茉優『AVALON』
　　　　2018年３月10日発行　vol.149  Listen.84『ももいろクローバーZ ももクロくらぶxoxo』
　　　　2018年４月10日発行　vol.152  Listen.85『ライムスター宇多丸のウィークエンド・シャッフル』
　　　　2018年５月10日発行　vol.155  Listen.86『ウィークエンドバラエティ 日高晤郎ショー』
　　　　2018年６月10日発行　vol.158  Listen.87
　　　　　　　　　　『ゆうがたパラダイス「赤い公園・津野米咲のKOIKIなPOP・ROCKパラダイス」』
　　　　2018年７月10日発行　vol.161  Listen.88　特別編「めちゃイケアフター～愁活～」
　　　　2018年８月10日発行　vol.164  Listen.89『広末涼子のがんばらナイト』
　　　　2018年９月10日発行　vol.167  Listen.90　村上春樹『村上RADIO〜RUN&SONGS〜』
　　　　2018年10月10日発行　vol.170  Listen.91『さくらももこのオールナイトニッポン』
　　　　2018年11月10日発行　vol.173  Listen.92『裕木奈江のオールナイトニッポン』
　　　　2018年12月10日発行　vol.176  Listen.93 チャットモンチー『SPARK』
　　　　2019年 1月10日発行　vol.179  Listen.94 『菊地成孔の粋な夜電波』
　　　　2019年 2月10日発行　vol.182  Listen.95 『上沼恵美子のこころ晴天』
　　　　2019年 3月10日発行　vol.185  Listen.96『サンドウィッチマンのラジオやらせろ！』
　　　　2019年 4月12日発行　Listen.97　特別編 「電気グルーヴの平成ラジオ 
　　　　　　　　　　　　　　〜オールナイトニッポンとかドリルキングアワーとかキラ☆キラ、たまむすびとか」
　　　　2019年 5月17日発行　Listen.98　『 オードリーのオールナイトニッポン［10周年編］ 』
　　　　2019年 6月19日発行　Listen.99　『 高橋みなみと朝井リョウ ヨブンのこと 』
　　　　2019年 7月24日発行　Listen.100　『 雨上がり決死隊 べしゃりブリンッ！ 』
　　　　2019年 9月10日発行　Listen.101　『 安住紳一郎の日曜天国 』
　　　　2020年 1月 9日発行　Listen.102　『 水曜JUNK 山里亮太の不毛な議論 』
　　　　2020年 6月 9日発行　Listen.103　槇原敬之『 Who cares? 』